# Gefängnis (Treffurt)

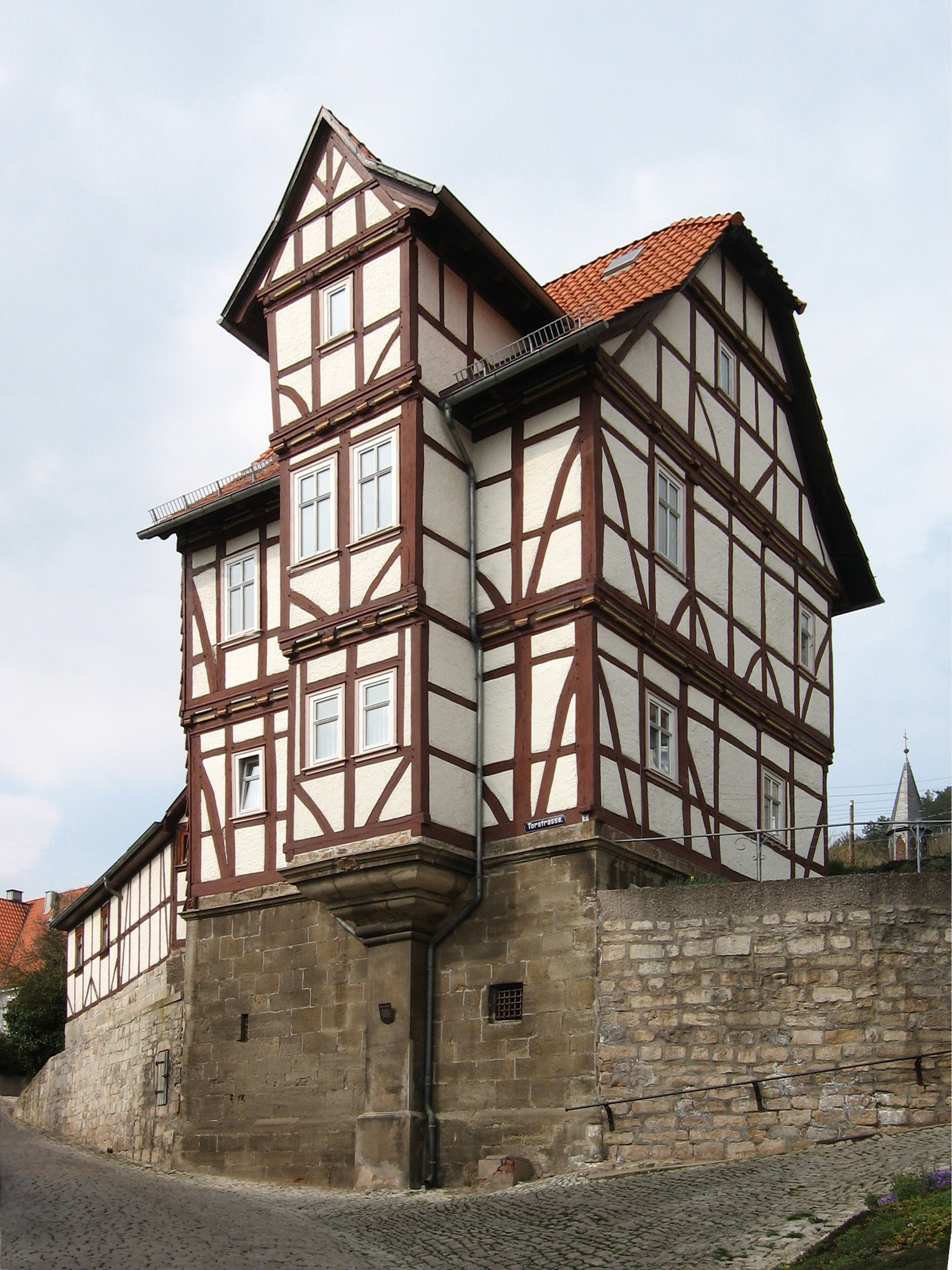
Das frühere Gefängnis von Treffurt

Das frühere Gefängnis ist ein denkmalgeschütztes Fachwerkhaus in der Stadt Treffurt im Wartburgkreis in Thüringen. 

## Geschichte
Nach Errichtung der drei Amtshöfe der Ganerbschaft Treffurt zu Ende des 16. Jahrhunderts verlor die Burg Normannstein als Herrschaftssitz an Bedeutung. Einzig ihr Rundturm diente noch den Amtsmännern von Treffurt als Gefängnis. 1617 beklagte der hessische Amtsmann von Treffurt das Fehlen eines tauglichen Gefängnisses, da jenes auf der Burg nicht mehr zu gebrauchen sei. Der Voigt Phillipp Falk, auf dessen Weisung bereits ab 1604 die Stadtmauer errichtet wurde, ließ 1618 unmittelbar unter den Amtshöfen am „Drachenkopf“ ein markantes Fachwerkgebäude als neues Gefängnis erbauen. In der markanten Kalksteinstützmauer unter dem dreigeschossigen Fachwerkgebäude befindet sich hinter zwei noch heute erhaltenen vergitterten Fenstern der frühere Kerker.
Das auch als „Falkenstein“ bezeichnete Gebäude dient heute als Wohnhaus. Unter dem markanten Erker befand sich früher ein Neidkopf mit fletschender Zunge und der Inschrift „Vom Falkenstein lug' ich ins Land, Treffurter Sperrachen werd ich genannt“.